# Sandeterneller
Sandeterneller (Ammobium) är ett släkte av korgblommiga växter. Sandeterneller ingår i familjen korgblommiga växter.
Kladogram enligt Catalogue of Life:
| Sandeterneller | \| \| sandeternell \| \| \| \| \| \| Ammobium craspedioides \| \| \| \| |
|                | \| \| sandeternell \| \| \| \| \| \| Ammobium craspedioides \| \| \| \| |
|                | sandeternell                                                            |
|                |                                                                         |
|                | Ammobium craspedioides                                                  |
|                |                                                                         |